# Plagiogyria glauca
Plagiogyria glauca är en ormbunkeart som först beskrevs av Bl., och fick sitt nu gällande namn av Georg Heinrich Mettenius. Plagiogyria glauca ingår i släktet Plagiogyria och familjen Plagiogyriaceae. Inga underarter finns listade.